# Irinympha aglaograpta
Irinympha aglaograpta là một loài bướm đêm thuộc họ Glyphipterigidae. Nó được tìm thấy ở Uganda.